# Blåhätta
Blåhätta (Phoenicurus coeruleocephala) är en bergslevande asiatisk tätting som numera placeras i familjen flugsnappare.

## Kännetecken

### Utseende
Blåhättan är en 15 cm lång medlem av släktet rödstjärtar, dock unik bland dem genom att ha en svart istället för rödaktig stjärt. Hanen har svart huvud och bröst, blågrå hätta, svart ovansida med vita vingband och vit undersida. Utanför häckningstid är ovansidans teckning dold av ljusa bräm. Honan är grå med tydliga vingband och kastanjefärgad övergump.

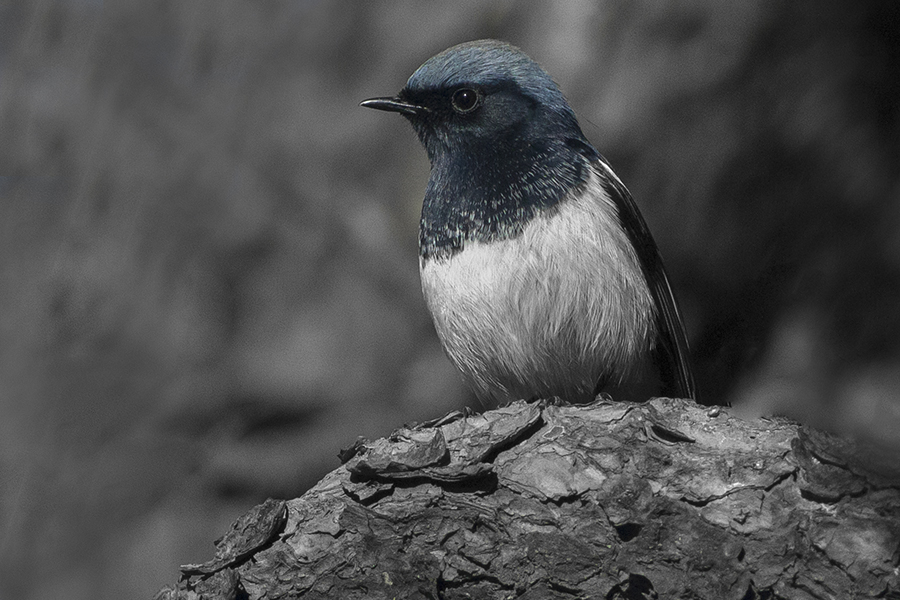
Hane.

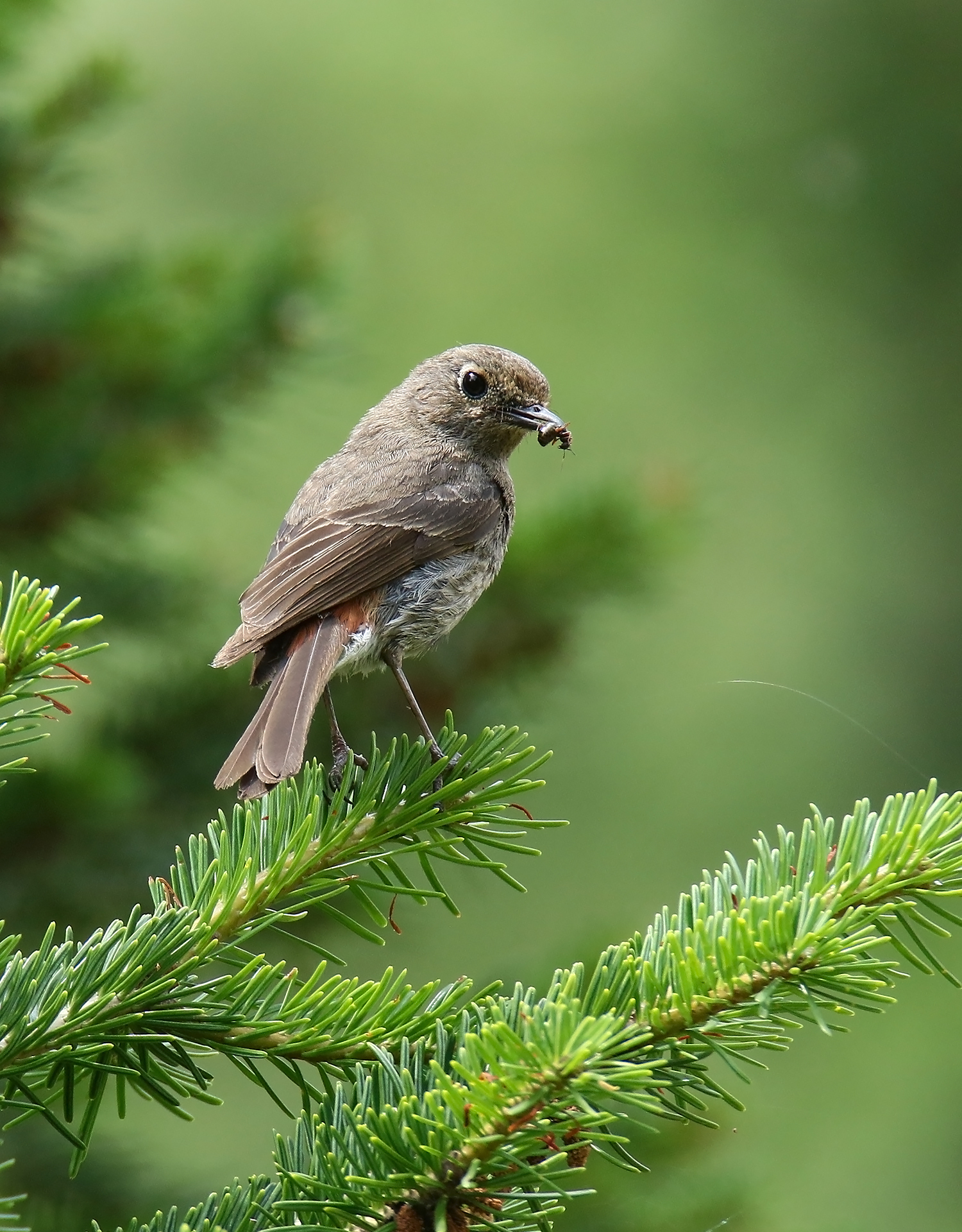
Hona.

### Läten
Sången som levereras från en hög sittplats i ett träd liknar klippsparvens.

## Utbredning och systematik
Blåhättan häckar i ett område från Tien Shan i sydöstra Kazakstan och västra Kina (västra Xinjiang), söderut till nordöstra och östra Afghanistan och österut genom västra och centrala Himalaya till centrala Nepal, möjligen även Bhutan. Efter häckningen rör den sig till lägre höjder söder om häckningsområdet. Den behandlas som monotypisk, det vill säga att den inte delas in i några underarter.

### Släktestillhörighet
Blåhätta placeras vanligtvis i släktet Phoenicurus. DNA-studier visar att de tre avvikande rödstjärtarna strömrödstjärt (Chaimarrornis leucocephalus) samt två arter i Rhyacornis är inbäddade i Phoenicurus. De flesta har därför expanderat släktet till att omfatta dessa tre arter. Vissa har dock valt att behålla dem i sina släkten och istället dela upp Phoenicurus i två delar, där blåhättan och dess närmaste släktingar vitstrupig rödstjärt, blåstrupig rödstjärt, altajrödstjärt och alashanrödstjärt lyfts ut till det egna släktet Adelura.

### Familjetillhörighet
Rödstjärtarna ansågs fram tills nyligen liksom bland andra stenskvättor, stentrastar och buskskvättor vara små trastar. DNA-studier visar dock att de är marklevande flugsnappare (Muscicapidae) och förs därför numera till den familjen.

## Levnadssätt
Blåhättan häckar på klippiga sluttningar med öppen skog på mellan 2400 och 4300 meters höjd. Sommartid lever den av insekter, vintertid även bär och frön. Fågeln häckar mellan maj och juni i Afghanistan och Tadzjikistan, från mitten av maj till slutet av juni eller början av juli i Pakistan, maj-juli i Kashmir och april-juli i Nepal. Arten är höjdledsflyttare.

## Status och hot
Arten har ett stort utbredningsområde och en stor population med stabil utveckling och tros inte vara utsatt för något substantiellt hot. Utifrån dessa kriterier kategoriserar internationella naturvårdsunionen IUCN arten som livskraftig (LC). Världspopulationen har inte uppskattats men den beskrivs som ganska vanlig i Afghanistan och lokalt vanlig i norra Pakistan samt norra och östra Indien, dock mindre vanlig i Nepal och ovanlig i Tien Shan och Pamir-Alai.